# Székely Himnusz
Székely Himnusz (hymne sicule) est un poème écrit en 1921 et adopté par le Conseil national sicule comme hymne du Pays sicule le 5 septembre 2009. Les paroles ont été écrites par György Csanády, la musique a été composée par Kálmán Mihalik. Longtemps interdit mais très connu en Transylvanie, il est régulièrement chanté lors de fêteset de rencontres sportives, accompagné par l'Hymne hongrois et le Szózat.

## Paroles originales
Ki tudja merre, merre visz a végzet

Göröngyös úton, sötét éjjelen.

Segítsd még egyszer győzelemre néped,

Csaba királyfi csillagösvényen.

Maroknyi székely porlik, mint a szikla

Népek harcától zajló tengeren.

Fejünk az ár ezerszer elborítja,

Ne hagyd el Erdélyt, Erdélyt, Istenem!

## Version courante et traduction
| Paroles en hongrois | Traduction |
| --- | --- |
| Ki tudja merre, merre visz a végzet Göröngyös úton, sötét éjjelen. Vezesd még egyszer győzelemre néped, Csaba királyfi csillagösvényen. Maroknyi székely porlik, mint a szikla Népek harcának zajló tengerén. Fejünk az ár, jaj, százszor elborítja, Ne hagyd elveszni Erdélyt, Istenünk! | Qui sait où, où mène le destin Sur un chemin rugueux, dans une nuit noire. Mène de nouveau ton peuple à la victoire, Prince Csaba, sur un chemin d'étoiles. Une poignée de Sicules s'effritent comme la roche Sur la mer démontée de la bataille des peuples. Nos têtes sont, oh, recouvertes par les flots, Ne laisse pas la Transylvanie perdue, notre Seigneur ! |